# Museu de Arte de Haifa
O Museu de Arte de Haifa (em hebraico: מוזיאון חיפה לאמנות) é um museu de arte fundado em 1951, localizado num histórico edificio construído em 1930, no bairro de Wadi Nisnas no centro da cidade de Haifa, em Israel. É o terceiro maior museu do país, especializando-se em arte contemporânea nacional e internacional, contando com uma coleção de 7000 elementos, a maioria dos quais representativa da arte contemporánea de Israel. Conta com obras de pintura, escultura, vídeo, instalação e fotografia, entre outros media.

## História

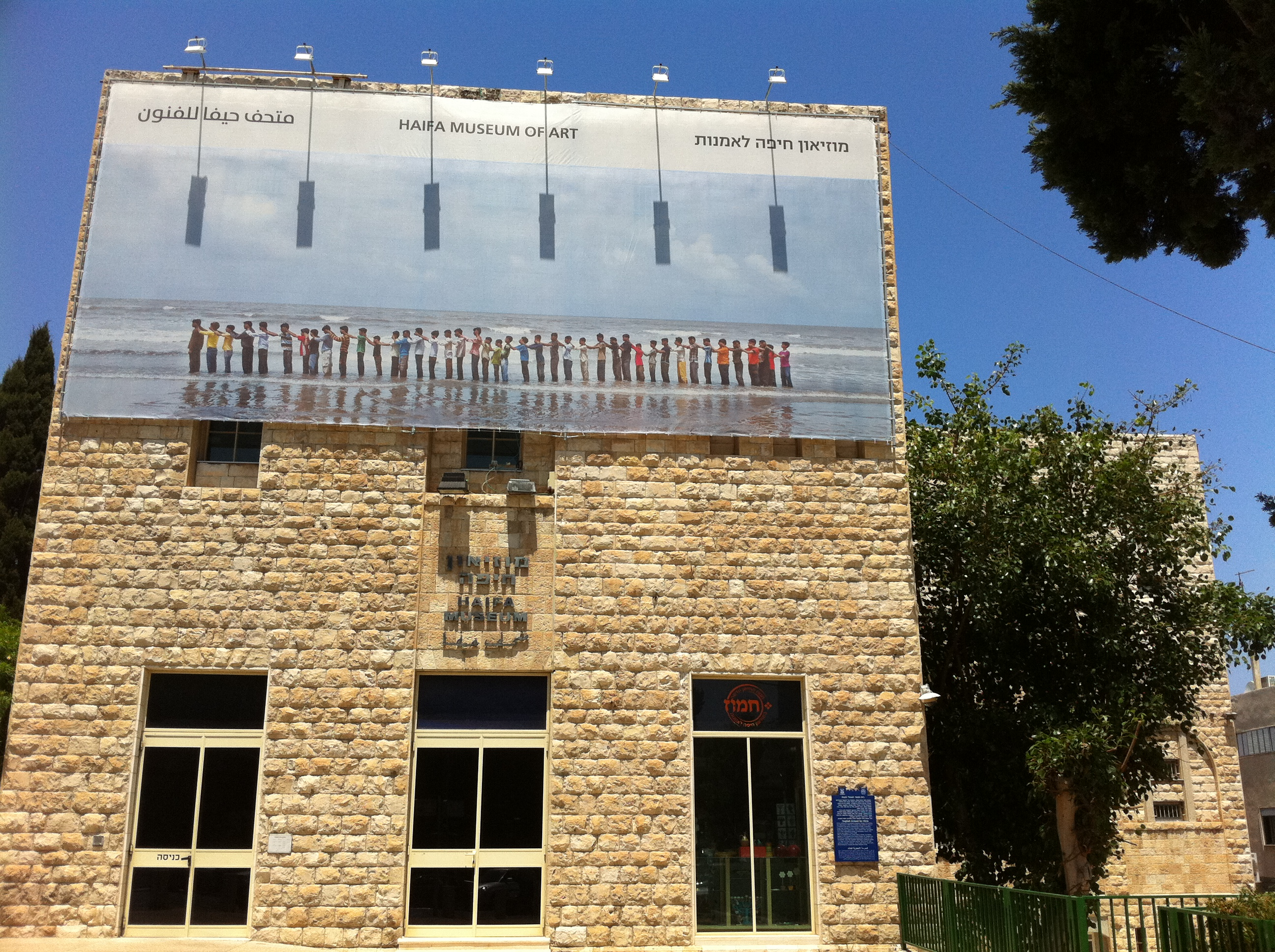
Museu de arte de Haifa, vista lateral do edifício.

O museu foi fundado em 1951 em Haifa para uma exposição do artista Marc Chagall, e em 1977 passou a ocupar o atual edificio em Wadi Nisnas. O edifício foi construído no século XX, tendo sido inicialmente usado como escola anglicana para meninas em 1930, após se estabelecer o Estado de Israel o lugar serviu como centro de imigrantes e em 1950 foi convertido em escola para rapazes. Em 1978 o edifício foi extensamente remodelado e aberto como museu municipal. A criação do museu em Haifa foi uma obra com compromisso total do Estado de Israel. Juntamente com os museus de Tel Aviv e o Museu de Jerusalém, estas instituições cresceram e alcançaram relevância mundial em termos de acervo, exposições, publicações e programas educativos. O museu integra o grupo de museus de Haifa, do qual instituições culturais diversas fazem parte, entre elas o Museu Mané Catz e o Museu de História de Haifa, este na Colónia Alemã em Haifa; além disso, contam com material do Museu da Pré-história e do Museu Tikotin de arte japonesa. O museu é um importante centro histórico em Haifa, onde a cultura local e as comunidades de judeus, muçulmanos e cristãos convivem.

## Acervo e exibições

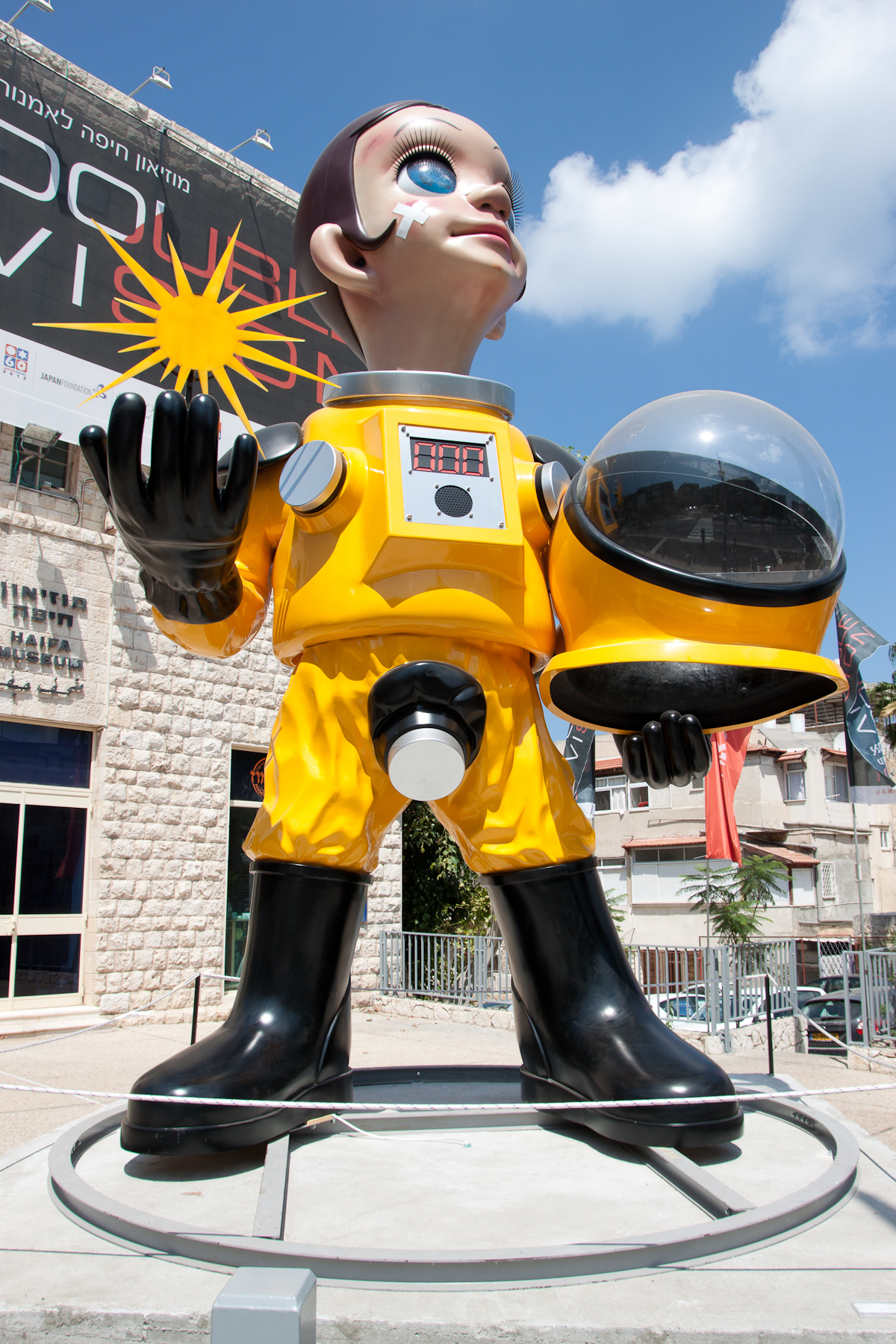
Escultura de Yanobe Sun Child no exterior do museu.

O museu mantém em exibição coleções permanentes de artistas como Joseph Zaritsky, Mordechai Ardon, Lea Nikel, Odilon Redon, Chana Orloff e André Masson. Durante a exposição temática Formally Speaking, a artista Maya Shimony criou um questionário que ajudaria o museu a criar percursos personalizados para diferentes públicos, tendo Shimony referido que «esta técnica ajuda os vistantes a saírem do museu satisfeitos e disfrutarem os percursos». O museu conta ainda com uma biblioteca digital, com obras de vídeo dos principais e mais conceituados artistas mundiais, a partir da década de 1960 e até ao momento atual.